# モウリン・ダラス・ワトキンス
モウリン・ダラス・ワトキンス (Maurine Dallas Watkins 1896年7月27日-1969年8月10日) は、アメリカ合衆国のジャーナリストおよび劇作家。

## 生い立ちおよび経歴
ケンタッキー州ルイビルで生まれ、クロウフォーズヴィル高等学校卒業後、ケンタッキー州のハミルトン大学、トランシルヴァニア大学、インディアナ州インディアナポリスのバトラー大学、マサチューセッツ州のラドクリフ大学など大学5校に進学した。バトラー大学在学中の1919年、ワトキンスは女性フラタニティKappa Alpha Theta のGamma chapter に入会した。同年、バトラー大学のクラスで最初に卒業し、大学院でギリシャ語を研究するためマサチューセッツ州のラドクリフ大学に進学した。直後に計画を変更し、ハーバード大学で英文学教授ジョージ・ピアス・ベイカーの脚本執筆ワークショップに参加した。ベイカーは生徒たちに新聞記者などより広い視野で経験を積むことを奨励した。ワトキンスはイリノイ州シカゴに移住し、1924年初頭『シカゴ・トリビューン』紙で記者の職を得た。
『シカゴ・トリビューン』在職中、2回離婚したキャバレー歌手ベルヴァ・ガートナー、およびビューラ・シェリフ・アナンによる殺人事件とそれに続く裁判を取材した。ワトキンスの記事はメディアや民衆の興味をひく滑稽で皮肉がきいた辛らつでありながら楽しませる文体であり、この2件の記事も世間を驚かせた。男性や酒から堕落させられた2人の魅力的な「ジャズの申し子」の裁判において、彼女はビューラを「独房の華」、ベルヴァを「殺人棟で最も上品」と評した。数ヶ月間、どちらの女性もシカゴ市内の日刊新聞7紙を騒がせた後、ワトキンスは有罪を確信していたが彼女たちは無罪となった。
ワトキンスは有名なレオポルドとローブの事件でも一時的に記事を担当し、ベルヴァ・ガートナーの評決は影を潜めた。その直後彼女は学習のために、イェール大学に異動したベイカーのもとに再び戻った。彼の著名な授業課題「47ワークショップ」において、彼女は2人の殺人者が登場するフィクションの短編『The Brave Little Woman 』(勇敢な小さな女性)を執筆し、その後試作脚本で最初の著作権版の『Chicago, or Play Ball 』、次に試作脚本で2版目の著作権版『Chicago 』が最終となった。ビューラ・アナンはロキシー・ハートに、ベルヴァ・ガートナーはヴェルマ・ケリーに、アルバート・アナンはエイモス・ハートに、ウイリアム・スコット・スチュワートとW・W・オブライアンの2人の弁護士は統合されてビリー・フリンとなった(オブライアンの方がよりフリンに近い)。
ロキシー・ハート役のジーン・イーグルスの要望により、演出はサム・フォレストからジョージ・アボットに交代したが、イーグルスは数日で降板してフランシヌ・ラリモアが引き継いだ。1926年12月30日、ブロードウエイにて『シカゴ』が1927年までの予定で開幕し、172回上演した後2年間のツアー公演を行なった。ロサンゼルス公演では当時名の知られていなかったクラーク・ゲーブルがエイモス・ハートを演じた。1927年、セシル・B・デミルのプロデュースおよび監督によるサイレント映画『シカゴ』が製作され、マック・セネットによるセネット・バシング・ビューティーズに所属していたフィリス・ヘイヴァーがロキシー・ハート役を演じた。1942年、『ロキシー・ハート』としてリメイクされ、ジンジャー・ロジャースが主演した。この1942年版の映画では、名のないヴェルマ以外の女性殺人者は除外されている。
ワトキンスは約20作脚本を執筆したが、『シカゴ』が最も名が知られている。彼女は映画の脚本家になるためハリウッドへ行き、ウィリアム・パウエル、マーナ・ロイ、ジーン・ハーロウ、スペンサー・トレイシーが出演する1936年のコメディ『結婚クーデター』などを執筆した。
1940年代にハリウッドを離れ、年老いた両親の近くに住むためにフロリダ州に移住した。彼女は生まれてからずっとキリスト教徒で、230万ドルを越える財産のほとんどをプリンストン大学を含む約20大学でギリシャ語や聖書研究のために寄付した。
1960年代、ワトキンスは『シカゴ』ミュージカル化を構想して権利を求めるボブ・フォッシーから連絡を受けたが、彼女はこれを認めなかった。1969年に彼女が肺癌で亡くなった後、この権利は彼に売却されてジョン・ケンダーおよびフレッド・エブの音楽によるヴォードヴィル・ミュージカル『シカゴ』が製作され、1975年に開幕し、1997年に再演してミュージカル『シカゴ』が上演され、2002年、ミュージカル映画『シカゴ』が上映された。

## フィルモグラフィ
- Chicago (1927) (play)
- 河上の別荘 Up the River (1930)
- 医者の妻 Doctors' Wives (1931)
- Play-Girl (1932)
- The Strange Love of Molly Louvain (1932) (play 原題Tinsel Girl)
- 心の青空 No Man of Her Own (1932)
- Child of Manhattan (1933)
- Hello, Sister! (1933) (uncredited)
- 暴風の処女 The Story of Temple Drake (1933) (uncredited)
- Professional Sweetheart (1933)
- 美人探し Search for Beauty (1934)
- Strictly Dynamite (1934) (story)
- A Wicked Woman (1934) (dialogue)
- 結婚クーデター Libeled Lady (1936)
- Up the River (1938) (story)
- I Love You Again (1940) (story)
- Roxie Hart (1942)
- Easy to Wed (1946)
- シカゴ Chicago (2002) (play)